# Papel social
Nas ciências sociais, papel social define o conjunto de normas, direitos, deveres e explicativas que condicionam o comportamento dos indivíduos junto a um grupo ou dentro de uma instituição. Os papéis sociais, que podem ser herdados ou conquistados, surgem dessa interação social, sendo sempre resultado de um processo de socialização.

## Fatores e características
Os papéis podem ser alcançados ou atribuídos ou podem ser acidentais em diferentes situações. Um papel alcançado é uma posição que uma pessoa assume voluntariamente, do qual reflete suas habilidades e esforços pessoais. Um papel atribuído é uma posição atribuída a indivíduos ou grupos sem consideração pelo mérito, mas por causa de certas características além de seu controle, e geralmente imposta a essa pessoa.

## Conflito de papéis
Há situações em que os conjuntos prescritos de comportamento que caracterizam os papéis podem levar à dissonância cognitiva nos indivíduos. O conflito de papéis é uma forma especial de conflito social que ocorre quando alguém é forçado a assumir dois papéis diferentes e incompatíveis ao mesmo tempo. Um exemplo de conflito de papéis é um pai, que é treinador de futebol, que está dividido entre seu papel de pai por querer deixar seu filho ser o atacante e seu papel de treinador que deveria deixar o jogador mais experiente jogar como atacante. 